# Боливийско-южноафриканские отношения
Боливийско-южноафриканские отношения — двусторонние дипломатические отношения между Боливией и Южно-Африканской Республикой (ЮАР). ЮАР является членом БРИКС, в то время как Боливия является страной-партнëром. 

## История
В январе 2006 года избранный президент Боливии Эво Моралес посетил ЮАР в рамках своего кругосветного путешествия перед вступлением в должность президента после победы на выборах в 2005 году. Эво Моралес заявил, что борьба ЮАР против режима апартеида похожа на политическую борьбу внутри Боливии. С 17 по 20 июля 2006 года делегация ЮАР во главе с председателем Эссопом Пахадом присутствовала в Боливии для налаживания сотрудничества и обмена опытом в отношении конституционных собраний, а также политики в области полезных ископаемых и энергетики.
Президент Эво Моралес снова посетил ЮАР во время чемпионата мира по футболу 2010 года, где встретился с вице-президентом страны Кгалемой Мотланте, чтобы обсудить укрепление торговых и дипломатических отношений.

## Дипломатические представительства
- Боливия имеет почётное консульство в Йоханнесбурге[5].
- ЮАР поддерживает полные дипломатические отношения с Боливией, но не имеет постоянного представительства в стране. Интересы ЮАР в Боливии представлены через посольство в перуанском городе Лиме[6].